# Salignac-Eyvigues
Salignac-Eyvigues é uma comuna francesa na região administrativa da Nova Aquitânia, no departamento Dordonha. Estende-se por uma área de 43,82 km². Em 2010 a comuna tinha 1 227 habitantes (densidade: 28 hab./km²).